# Canyeller
El canyeller o arbre de la canyella (Cinnamomum verum) és un arbust de la família de les lauràcies, nadiu del sud-est Asiàtic, especialment de Sri Lanka (antic Ceilan), però també es conrea en altres zones tropicals com són el sud-oest de l'Índia, Madagascar, Illes Seychelles i en regions tropicals d'Amèrica del Sud. És l'arbust del qual s'obté, de l'escorça interior (sense súber ni el parènquima subjacent), la canyella. La canyella és coneguda especialment com a espècie culinària i té un color groc marronós i una olor característica.

## Etimologia
Cinnamomum prové del grec Kinnamon o Kinnamomon, que significa 'fusta dolça'; aquest terme grec probablement prové de l'hebreu quinamom, el qual té origen en una versió anterior al terme kayu manis, que en el llenguatge de Malàisia i Indonèsia també vol dir 'fusta dolça'. Verum fa referència a l'espècie que prové de Sri Lanka, l'autèntica i la que es comercialitza més, puix que és la que es considera de més bona qualitat, i Zeylanicum fa referència al nom del lloc d'origen Ceilan (Sri Lanka).

## Descripció morfològica

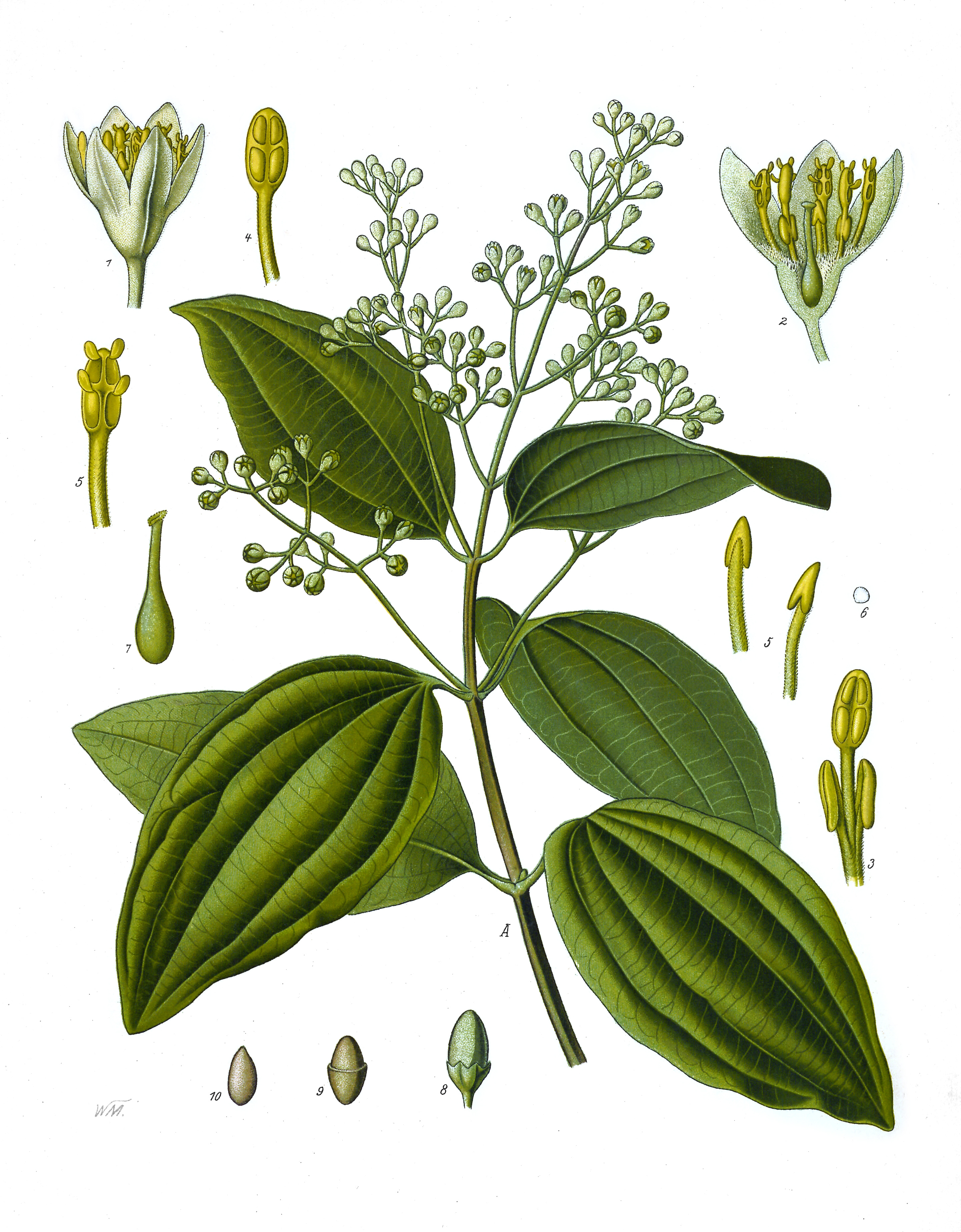
Canyeller

Es tracta d'un arbre d'uns 10 metres d'alçada però que en cultiu sol ser més petit; adopta forma d'arbust sempre verd; l'escorça, la part més important, és marró agrisat, amb un cicle perenne. La seva tija és de consistència llenyosa. Les fulles són d'uns 7-25 x 3-8 cm; tenen forma ovalada i punteguda, de color verd i lluent per la cara superior amb 5 nervis vermellosos, un de medial i dos per costat, arquejats, que convergeixen a la base i a l'àpex, i un altre conjunt de nervis que formen un angle recte amb aquest; el pecíol és d'uns 10 – 20 mm, robust, amb una sinuosa forma còncava. Les flors són hermafrodites (conté l'androceu i el gineceu a la mateixa flor); són de color blanc o d'un groc verdós, recobertes de pèls, bracteades i actinomorfes. El periant és indiferenciat, format per 6 tèpals lliures. El gineceu és bicarpel·lar i l'androceu és format per 9 + 3 estams distribuïts en 3 o 4 verticils: quan es produeix la dehiscència de les anteres ho fa per ventalloles. Les flors, d'uns 0,5 cm, s'agrupen en panícules que neixen a l'axil·la de la fulla, o també a la part terminal, i arriben a tenir una llargària similar a la de les fulles. El fruit és una baia llarga el·lipsoïdal d'uns 12,5 cm, de color molt fosc blavós-negre, amb una única llavor a l'interior. Es reprodueix per les llavors que conté la baia i també per multiplicació vegetativa.

## Ecologia
Requereix un clima calent i humit, amb temperatura mitjana anual entre 24 i 30 °C i una precipitació entre 2.000 i 4.000 mm anuals ben distribuïts durant tot l'any, condicions que es troben en altituds entre 0 i 600 m sobre el nivell del mar.
Les millors plantacions creixen en terrenys plujosos, de textura sorrenca i fangosa, profunds, amb alt contingut de matèria orgànica i excel·lent drenatge. Una terra molt fangosa, però, limitaria el creixement de la planta i produiria una escorça de baixa qualitat.

## Farmacologia

### Part utilitzada
L'escorça seca i l'oli essencial s'obtenen d'arbres joves d'entre 3 i 5 anys. L'escorça seca és despullada del súber extern i del parènquima subjacent (segona escorça). Per a ús medicinal l'escorça no ha de contenir menys d'un 1,3% d'aldehid cinàmic. Les fulles i les branques es destil·len per obtenir-ne l'essència.

### Composició química

Aldehid cinàmic

El seu gust prové de l'oli essencial aromàtic que constitueix un 0,5-2,5% de la seva composició.
El component majoritari és l'aldehid cinàmic, també l'eugenol i l'alcohol cinàmic. Amb menys proporció trobem l'àcid transcinàmic, l'aldehid hidroxicinàmic, l'aldehid o-metoxicinàmic, acetat cinàmic, terpens (fel·landrè, linalol, diterpens), tanins, mucílags, proantocianidines oligomèriques, glúcids i traces de cumarina.
Segons R.F.E., la droga seca ha de contenir almenys 12 ml/kg d'oli essencial.

### Usos medicinals

Fulles de canyeller

A l'Índia, la medicina aiurvèdica inclou molts preparats a partir de la canyella i els seus olis, basant-se principalment en les seves propietats medicinals com a antiespasmòdic, carminatiu, aromàtic, estimulant, hemostàtic, astringent i antisèptic.
En la indústria farmacèutica, la canyella s'utilitza majoritàriament com a ingredient en preparats medicinals per combatre els refredats, l'asma, tos, febre i com a expectorant. També és considerada un bon tractament per a problemes gàstrics o intestinals lleus, com també purificador de la sang, antiespasmòdic, estimulant, diürètic, hemostàtic, soporífic i desodorant. Internament pot ser utilitzat per combatre malalties cardiovasculars.
En la medicina moderna, es combina amb altres ingredients per combatre la diarrea, hemorràgies internes, impotència, halitosi, nàusea, vòmit i com a rubefaent. Com que actua com a estimulant de les fibres musculars de l'úter és emprat en casos d'amenorrea, dismenorrea i en els parts amb insuficiència de contraccions uterines.
S'administra com a potent estimulant per alleugerir dolors estomacals, dentals i paràlisi de la llengua. Externament s'utilitza com a rubefaent, picades d'insectes, per a casos de parodontopaties, dermatomicosis, otitis i vulvovaginitis.
L'oli extret de la canyella, dins la medicina aiurvèdica de l'Índia i iunani àrab, és utilitzat per l'aroma càlida i picant característica en casos d'anorèxia (estimulant de la gana), inflamacions, vòmits i úlceres. Quan s'aplica en poca quantitat al front pot alleugerar el mal de cap. També és efectiu per al reuma. En preparacions farmacèutiques, l'oli de canyella s'utilitza per a emmascarar el mal gust d'alguns preparats. L'oleoresina de la canyella és un constituent de molts xarops que porten sucre.
L'oli extret de la fulla s'utilitza per al reuma i les inflamacions.

### Accions farmacològiques
- Analgèsic, antipirètic i diaforètic.
- Antiespasmòdic
- Antibacterià
- Antiinflamatori[2]
- Anticoagulant i vasodilatador.
- Hipoglucèmic: diversos estudis indiquen que l'extracte en potencia l'activitat de la insulina, reduint els nivells de glucosa en la sang. En la medicina aiurvèdica s'utilitza per a tractar casos de diabetis. Altres investigacions consideren que aquesta propietat és deguda al component aldèhid cinàmic.[3][4][5]
- Hipocolesterolèmic: redueix el nivell de colesterol i triglicèrids en el sèrum.
- Antioxidant: la utilització de les espècies i dels seus olis essencials com a additius per a la prevenció de la deterioració dels aliments és una pràctica que prové del passat. La canyella activa els enzims antioxidants del fetge i el cor.[6]
- Antiulcerogènic: potencia el flux de la mucosa gàstrica i altres factors de defensa.
- Sedant i anticonvulsiu: com a resultat de l'administració oral del component aldehid cinàmic de la canyella.
- Immunomodulador: té efectes potenciadors i inhibidors del sistema immunitari causats per diferents components. Pot tenir un paper important en malalties autoimmunes.[7]
- Antial·lèrgic: l'aldehid cinàmic inhibeix les reaccions al·lèrgiques causades per la secreció de substàncies mediadores dels basòfils i els mastòcits.
- Anticancerigen: s'han portat a terme diverses investigacions amb l'objectiu d'estudiar les propietats anticanceroses de la canyella i el seu poder antimetastàtic.[8][9]

- Antibacterià: és una de les propietats més documentades i també hi ha estudis sobre la seva activitat antiviral i antifúngica.[11]

- Insecticida i repel·lent d'insectes: gràcies a l'aldehid cinàmic. La seva fusta té una gran resistència als tèrmits.

### Toxicitat
Tant la canyella com el seu oli són considerats com a productes segurs i no tòxics. Es recomana no superar la dosi de 700 micrograms per quilogram de pes corporal, al dia.
S'han vist casos de dermatitis per contacte, coneguda com la "dermatitis dels pastissers", deguda a l'aldehid cinàmic, igual que dermatitis periorals provocades per xiclets aromatitzats amb canyella o reaccions adverses per pastes de dents amb canyella. L'eugenol pot danyar la mucosa gàstrica.
En grans dosis l'aldehid cinàmic pot provocar espasmes, problemes motors, falta d'aire i fins i tot paràlisis respiratòria en rates, però en les persones no s'han vist casos de toxicitat. En canvi, sí que s'han observat casos de broncospasmes causats per reaccions al·lèrgiques, irritació de les mucoses, i en grans dosis excitacions i sedacions del sistema nerviós (narcòtic), acompanyades de somnolència i depressió.

## Observacions

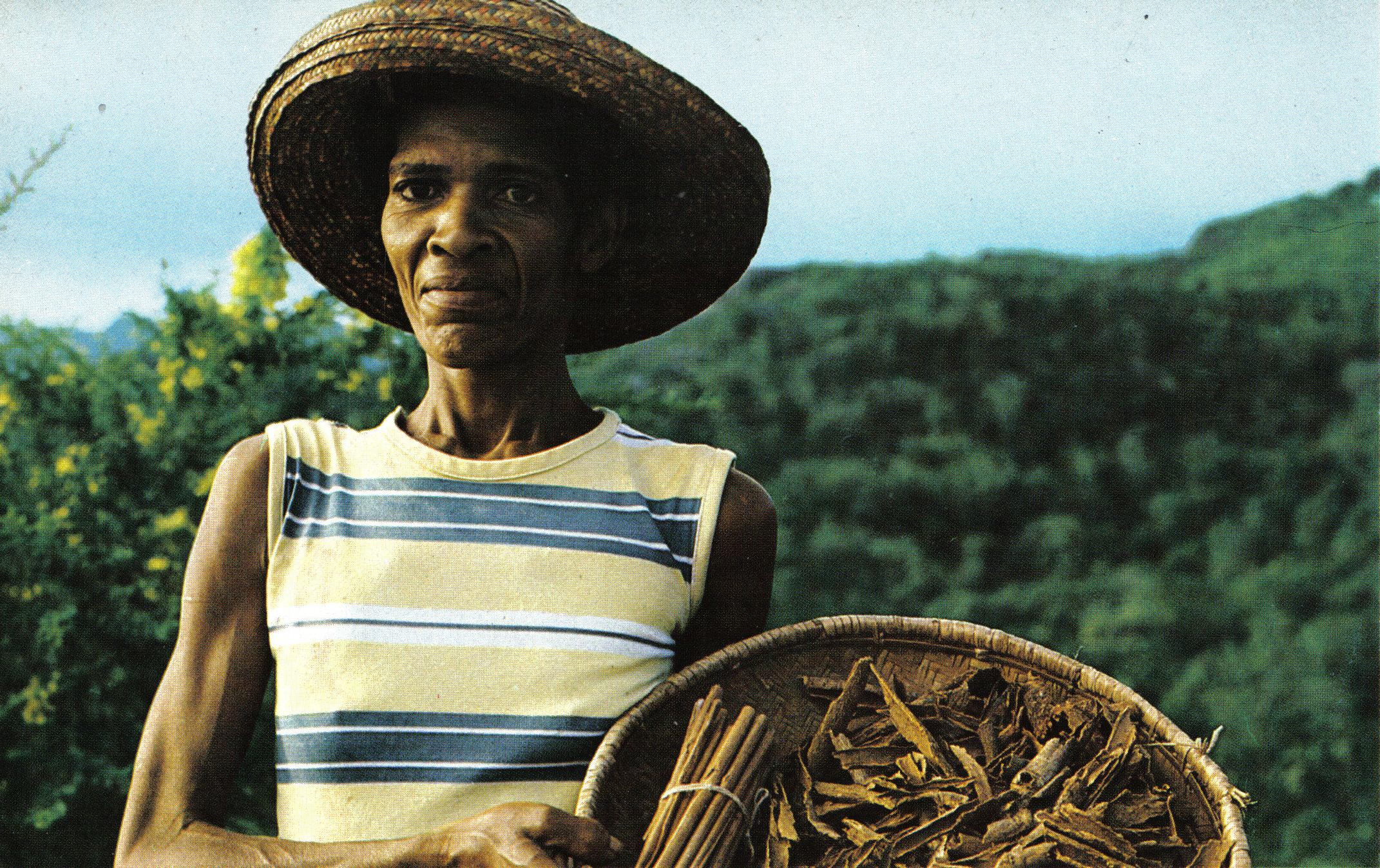
Un pagès mostra canyella en branca i trossos d'escorça, a les Seychelles

Canyella en branca i molta

Cultiu: el canyeller comença a ser productiu de canyella després de 2 o 3 anys, segons els factors climàtics, quan ja fa 2 m i presenta 3 o 4 brots. La canyella s'extreu de l'escorça dels brots més madurs i normalment ho podem fer 2 o 3 vegades a l'any, depenent de les precipitacions i la fertilitat del sòl. A aquesta escorça se li extreuen les fulles i es talla per poder realitzar els respectius processos per obtenir la canyella.
Presentació comercial: comercialment la canyella la podem trobar en forma de branca o molta. Quan la tenim en forma de branca realment tenim un conjunt de trossos petits de l'escorça agrupats que en assecar-se queden enrotllats un dins l'altre.

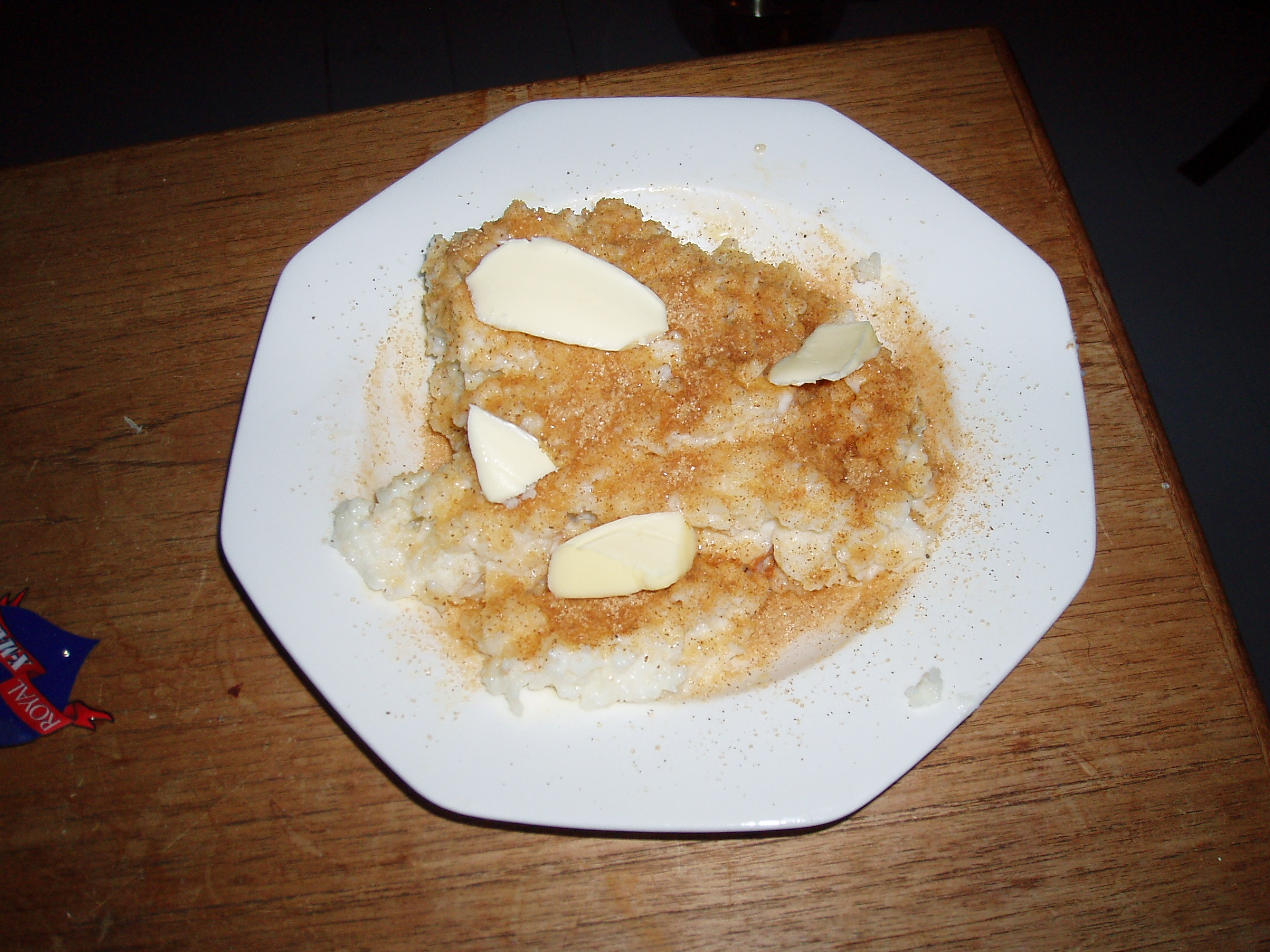
Arròs amb llet empolsimat amb canyella

Altres productes derivats de l'escorça i la fulla: podem obtindre olis, tant extrets de la fulla com de l'escorça. De la fulla obtenim eugenol (en té en més quantitat que l'escorça) i de l'escorça obtenim aldehid cinàmic (la fulla també el conté, però en menor quantitat).
També obtenim oleoresines, una mescla de resina i olis essencials, que conté els olis volàtils i els ingredients que li donen la característica a l'espècia com a picant o pungent.
Canyella com a espècia culinària: la seva aroma i el seu gust dolç amb una fragància picant gràcies als olis essencials fan que sigui molt apreciada en l'àmbit culinari. S'utilitza majoritàriament per a donar gust als plats o per a emmascarar altres gustos, i en la indústria alimentària s'utilitza com a ingredient essencial en tota mena de dolços i pastisseria.
Perfumeria i productes de bellesa: la canyella s'utilitza per donar als perfums una aroma de fusta dolça, però el seu ús ha de ser limitat, ja que s'han donat casos d'al·lèrgies amb el contacte amb la pell. També s'utilitza en l'elaboració de sabons, dentífrics i productes per netejar la boca, i és molt útil en els productes de bellesa per tractar l'acne.
L'oli de la fulla també s'utilitza per a donar fragància a sabons i altres productes relacionats.

## Galeria d'imatges

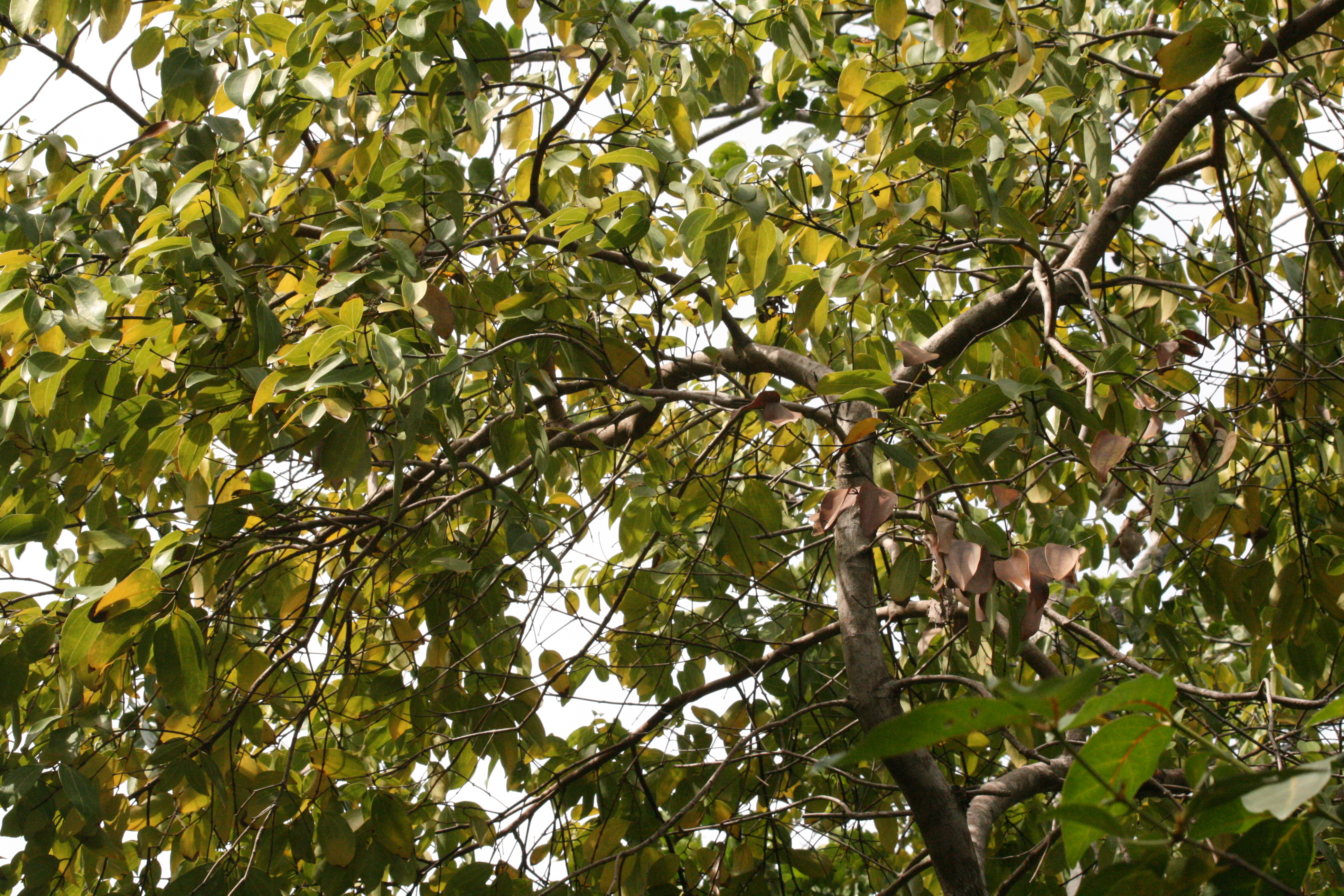
Aspecte general
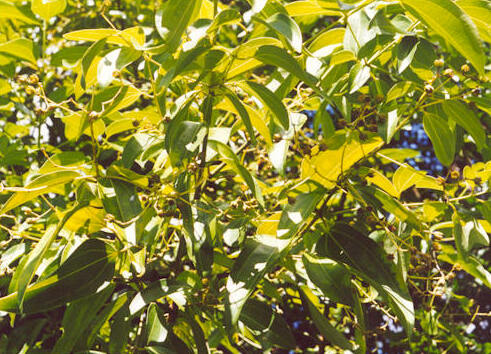
Aspecte general amb fruits
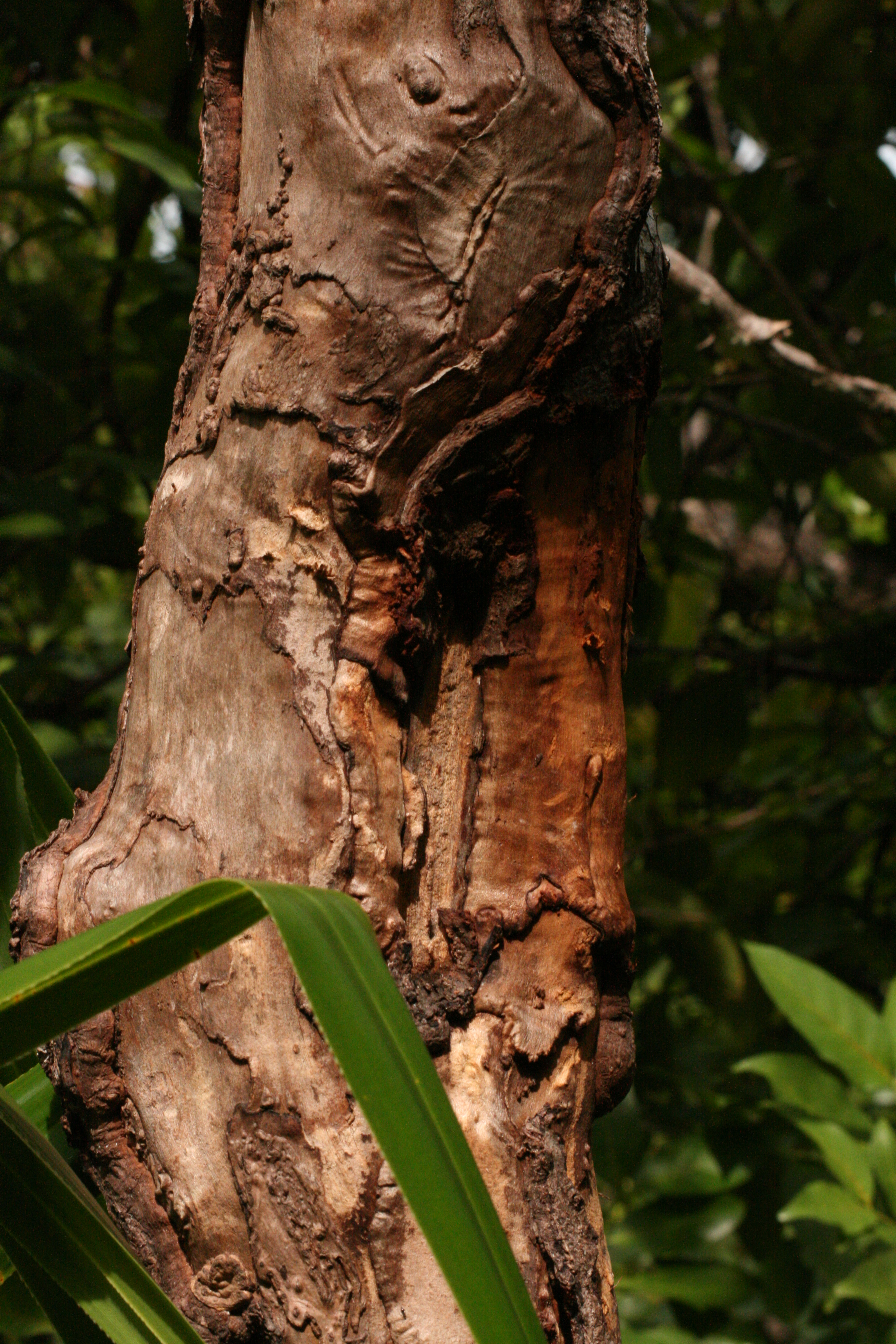
Escorça
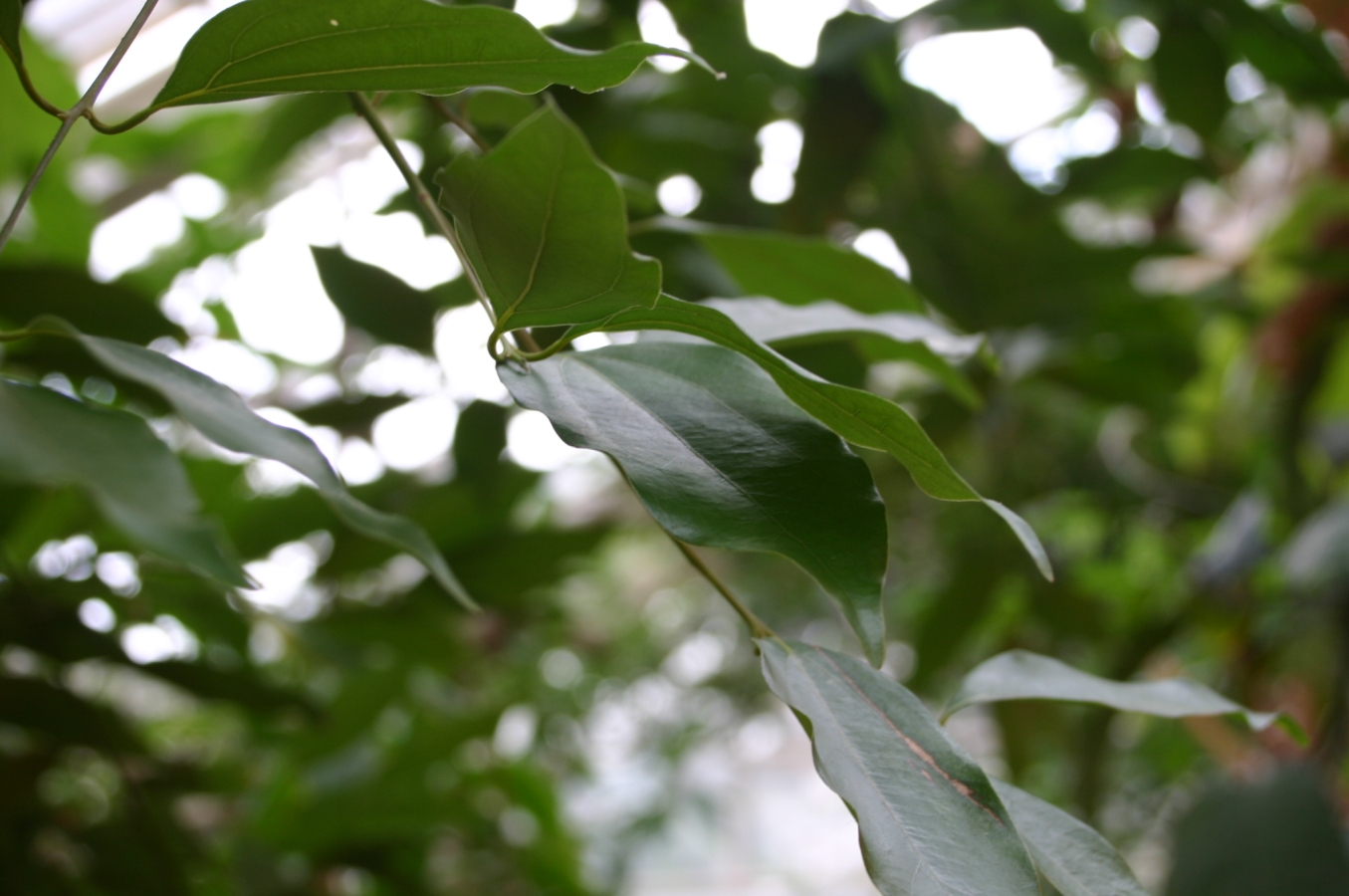
Detall de fulles
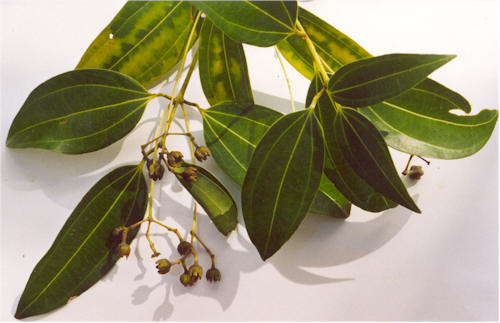
Detall de fruits
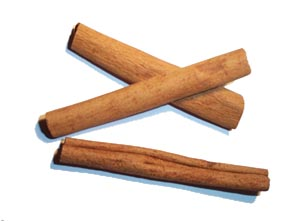
Escorça de la canyella

## Nomenclatura
- Cannyeller sense cap més precisió, designa l'arbre l'escorça del qual forneix la vertadera espècie: el canyeller de Ceilan (Cinnamomum verum)
- Canyeller de Ceilan - Cinnamomum verum
- Canyeller de la Xina - Cinnamomum cassia
- Canyeller del Japó - Cinnamomum japonicum
- Canyeller de Malàisia - Cinnamomum burmannii
- Canyeller de Saigon - Cinnamomum loureiroi